# المعهد الوطني لتنمية الموارد البشرية
المعهد الوطني لتنمية الموارد البشرية (هانغل: 국가공무원인재개발원; هانجا: 國家公務員人材開發院)  هي وكالة حكومية كورية جنوبية تخضع لاختصاص وزارة إدارة شؤون الموظفين. المعهد مسؤول عن تعليم وتدريب موظفي الخدمة المدنية . تأسس المعهد في 1 يناير 2016 ليحل محل المعهد المركزي لتدريب المسؤولين.